# Консейсан Ліма
Консейсан Ліма, власне Марія да Консейсан ді Деуш Ліма (порт. Conceição Lima, Maria da Conceição de Deus Lima, 8 грудня 1961, Сантана) — поетеса республіки Сан-Томе і Принсіпі. Пише португальською мовою.

## Біографія
Вивчала журналістику в Португалії, працювала у пресі, на радіо і телебаченні у себе на батьківщині. У 1993 заснувала незалежний тижневик Країна сьогодні (порт. O País HojeO País Hoje) і очолила його. Захистила дисертацію з португальської та бразильської словесності в Кінгс-коледжі. Живе в Лондоні, працює на Бі-бі-сі. Публікується у Португалії та інших країнах. Її вірші перекладено англійською, іспанською та ін. мовами.

## Книги віршів
- O Útero da Casa, Lisboa, Editorial Caminho, 2004
- A Dolorosa Raiz do Micondó, Lisboa, Editorial Caminho, 2006
- O país de Akendenguê, Lisboa, Editorial Caminho, 2011

## Літературознавство
- A dupla tradução do outro cultural em Luandino Vieira. Lisboa: Colibri, 2010
- Manual de теорія da tradução. Lisboa: Colibri, 2010